# 도소주
도소주(屠蘇酒)는 도라지, 방풍, 산초, 육계를 넣어서 빚은 술이다. 전통적으로 설날 아침에 차례를 마치고 세찬(歲饌, 설날에 차리는 음식)과 함께 마시는 찬술이다. 나쁜 기운을 물리친다고 여겨졌으며, 도소주를 마시면 1년 동안 질병에 걸리지 않는다고 여겨졌다. 전통적으로 나이가 어린 사람부터 마셨다.

## 같이 보기
- 귀밝이술